# Estación Coghlan

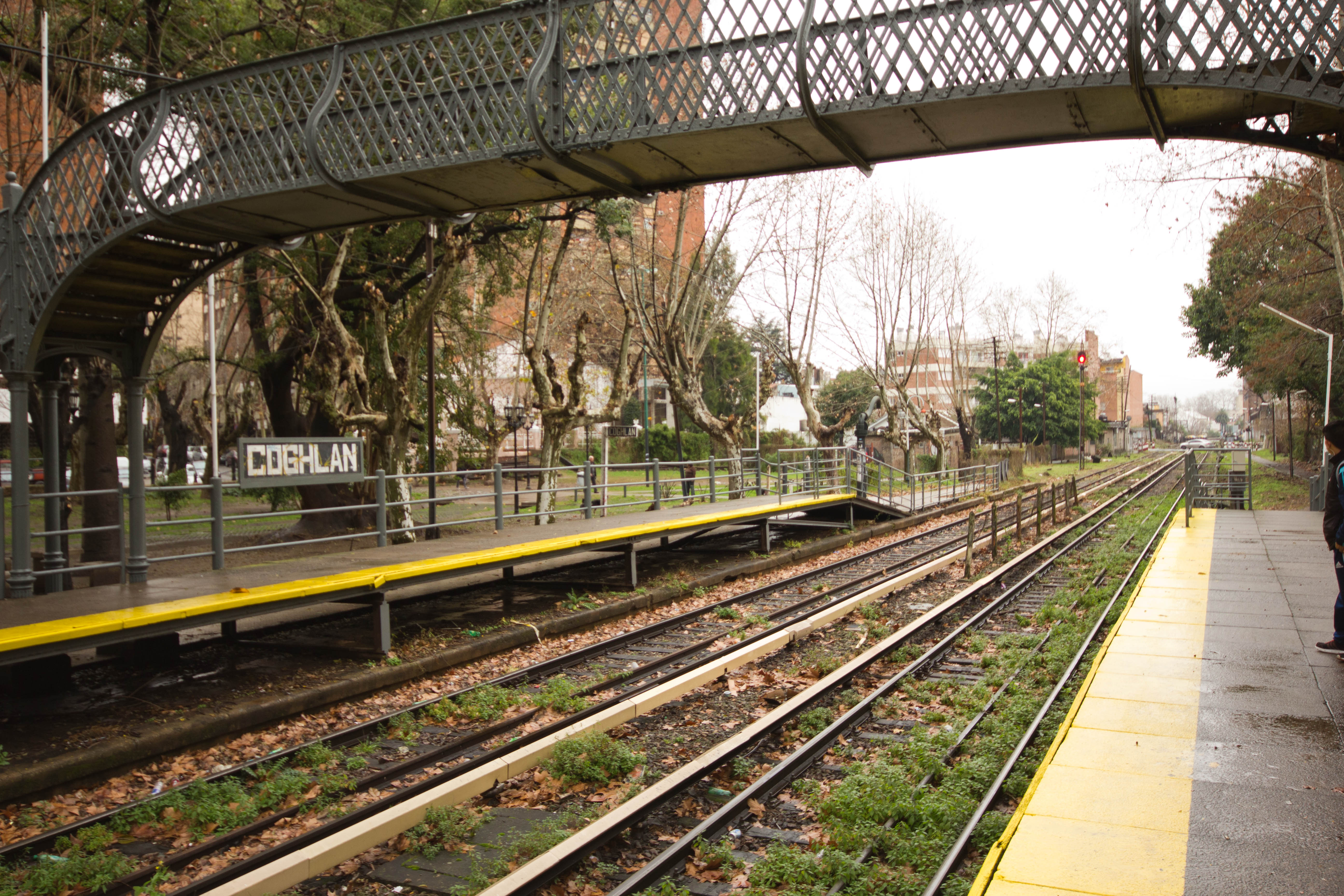
Puente peatonal de hierro de la Estación Coghlan.

Coghlan es una estación ferroviaria ubicada en el barrio porteño de Coghlan, Ciudad de Buenos Aires, Argentina.

## Servicios
Es una estación intermedia del servicio eléctrico metropolitano de la Línea Mitre, que se presta entre las estaciones Retiro y Bartolomé Mitre.

## Ubicación

### Hospital Pirovano

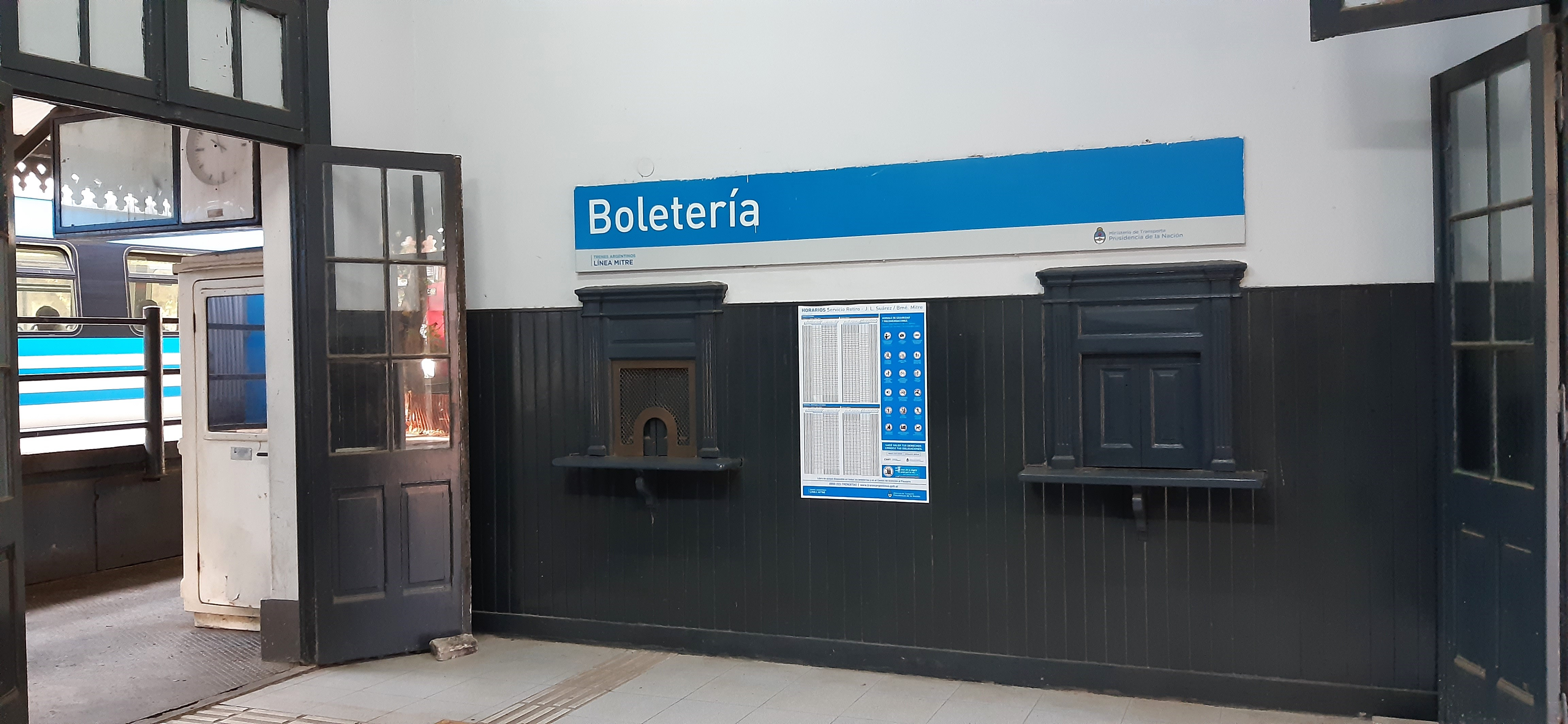
Boletería de la estación.

Cerca de la estación (a unos 200 metros) se encuentra el Hospital Pirovano que pertenece al centro de salud y acción comunitaria N.º 12.
El Hospital Pirovano atiende un área programática de casi 500 000 personas y dentro de sus barrios de influencia están Belgrano, Villa Pueyrredón, Villa Urquiza, Colegiales, Núñez, Saavedra y parte de Palermo, además de la zona norte del conurbano bonaerense.

## Toponimia
El nombre de la estacion es debido al irlandés Juan Coghlan, quien trabajó en varias obras públicas del país y fue ingeniero del Ferrocarril Central Argentino

## Historia
En 1887 el presidente de la Nación el Dr. Miguel Juárez Celman, le otorgó a Emilio Nouguier la concesión de un ramal ferroviario a construir entre la estación Belgrano R (Ferrocarril de Buenos Aires a Rosario) y el pueblo de Las Conchas (Tigre). La nueva empresa se denominó “Compañía Nacional de Ferrocarriles Pobladores” e inició su cometido adquiriendo tierras en los lugares donde se construirían las estaciones del nuevo ramal. En 1888 la Compañía compró 30 hectáreas en donde surgiría posteriormente el barrio de Coghlan y que por ese entonces era una zona de chacras y quintas donde se cultivaban verduras, hortalizas y frutos.
Sin embargo, hacia fines de 1889 se detuvieron los trabajos de construcción ante las dificultades que tenía la empresa para obtener créditos y el ramal termina pasando a manos del Ferrocarril de Buenos Aires a Rosario. Los trabajos continúan y la estación Coghlan se inaugura el 1 de febrero de 1891 y después de esto, la Compañía Nacional de los Ferrocarriles Pobladores se dedicó al loteo de las tierras que habían permanecido en su poder ocupadas en ese momento por extensas quintas de verduras. El primer remate se hace apenas un mes después de la apertura de la estación, un 8 de marzo de 1891.
De las épocas de los trenes a vapor quedan sus dos grúas de agua en el extremo de cada andén y, es por ahí mismo, donde las locomotoras solían recargar el agua necesaria para su funcionamiento. Además de eso, también queda el puente de hierro que fue fabricado en Glasgow, Reino Unido, en 1905 posteriormente traído a la Argentina. Este puente en un principio estaba compuesto por dos partes, una de ellas es la que hoy en día sigue en pie y es el que cruza las vías de la estación, mientras que la segunda parte del puente iba hasta la calle Naón cruzando la antigua playa de maniobras.

## Infraestructura
La estación cuenta con dos andenes elevados parcialmente cubiertos, con boleterias, con baños y con un puente de hierro que permite el cruce hacia la otra plataforma.